# Đội tuyển bóng đá bãi biển quốc gia Anh
Đội tuyển bóng đá bãi biển quốc gia Anh đại diện Anh ở các giải thi đấu bóng đá bãi biển quốc tế và được điều hành bởi England Beach Soccer, tổ chức không trực thuộc The Football Association.

## Ban huấn luyện
| Chức vụ                | Tên                |
| ---------------------- | ------------------ |
| Huấn luyện viên trưởng | Terence Bowes      |
| Head of EBSL           | David Jones        |
| Trợ lý huấn luyện viên | Carl Dixon         |
| Trợ lý huấn luyện viên | Angel Lopez Torres |
| Nhà vật lý trị liệu    | Abi Lunn           |

Nguồn: 

## Đội hình hiện tại
Số trận thi đấu và bàn thắng cập nhật đến ngày 23 tháng 5 năm 2014.

| Số | VT | Cầu thủ               | Ngày sinh (tuổi)  | Trận | Bàn | Câu lạc bộ          |
| -- | -- | --------------------- | ----------------- | ---- | --- | ------------------- |
| 1  | TM | Taylor Humm           | 12 tháng 3, 1996  | 61   | 2   | BS Arsenal          |
| 2  | TV | James Temple          | 26 tháng 6, 1984  | 58   | 30  | BS Arsenal          |
| 3  | TV | Mitchell Day          | 18 tháng 8, 1982  | 123  | 101 | Havana Shots        |
| 4  | TV | Tom O'Neill           | 4 tháng 7, 1997   | 48   | 12  | BS Arsenal          |
| 5  | HV | Terry Bowes           | 13 tháng 9, 1979  | 221  | 58  | BS Arsenal          |
| 6  | HV | Scott Lawson          | 16 tháng 12, 1991 | 85   | 25  | BS Arsenal          |
| 7  | HV | Priestley Farquharson | 15 tháng 3, 1997  | 58   | 13  | BS Arsenal          |
| 8  | TĐ | Cameron O'Rourke      | 6 tháng 4, 1999   | 33   | 21  | Portsmouth BSC      |
| 9  | TĐ | Joe Maxwell           | 28 tháng 11, 1989 | 21   | 9   | Eastleigh Spitfires |
| 10 | TĐ | Aaron Clarke          | 10 tháng 6, 1991  | 101  | 96  | FC Barcelona        |
| 11 | TV | Jack Morris           | 28 tháng 9, 1991  | 33   | 7   | Isle of Wight       |
| 13 | TM | Dan Hulme             | 4 tháng 5, 1989   | 10   | 0   | BS Arsenal          |
| 14 | TĐ | Jack Love             | 21 tháng 9, 1999  | 9    | 4   | Isle of Wight       |
| 15 | HV | Kev Shaddick          | 23 tháng 1, 1993  | 4    | 0   | BS Arsenal          |
| 19 | TĐ | Jaz Camara            | 16 tháng 12, 1998 | 14   | 4   | BS Arsenal          |
| 20 | HV | Jake Younie           | 15 tháng 12, 1992 | 11   | 8   | Isle of Wight       |
| 21 | TM | Tommy Jackson         | 27 tháng 4, 1999  | 40   | 0   | Isle of Wight       |

## Kết quả gần đây và lịch thi đấu sắp tới
Trận đấu diễn ra trong 12 tháng, và các trận đấu tiếp theo.
| 1 tháng 7 năm 2017 Giao hữu | Anh | 3–2 | Đức | London, Anh |
| 16:00                       |     |     |     |             |

| 2 tháng 7 năm 2017 Giao hữu | Anh | 4–5 | Đức | London, Anh |
| 12:00                       |     |     |     |             |

| 14 tháng 7 năm 2017 Morocco Beach Soccer Cup | Thụy Sĩ | 6–3 | Anh | Casablanca, Maroc |  |
|                                              |         |     |     |                   |  |

| 15 tháng 7 năm 2017 Morocco Beach Soccer Cup | Maroc | 3–4 (s.h.p.) | Anh | Casablanca, Maroc |  |
|                                              |       |              |     |                   |  |

| 16 tháng 7 năm 2017 Morocco Beach Soccer Cup | Anh | 3–3 (s.h.p.) (1–2 p) | Hà Lan | Casablanca, Maroc |  |
|                                              |     |                      |        |                   |  |

| 25 tháng 8 năm 2017 2017 EBSL, Division B | Litva                                                      | 4–9        | Anh                                                                              | Warnemunde, Đức                  |  |
| 18:30                                     | Meskinis 4' · Novickov 9' · Bartosevic 24' · Kuzmickas 35' | Report(ru) | 4', 14', 15', 23', 34' (ph.đ.) Clarke · 11' Humm · 17', 32' Younie · 35' Maxwell | Trọng tài: Torsten Günther (Đức) |  |

| 26 tháng 8 năm 2017 2017 EBSL, Division B | Anh                                                                       | 7–4        | Hà Lan                                   | Warnemunde, Đức                   |  |
| 14:45                                     | Clarke 15' (ph.đ.), 26' · Maxwell 16', 36' · Lawson 30' · Younie 33', 35' | Report(ru) | 5', 18' Duijnstee · 28' Been · 29' Harms | Trọng tài: Jurijs Ivunsis (Litva) |  |

| 27 tháng 8 năm 2017 2017 EBSL, Division B | Anh                                                               | 6–2        | România                | Warnemunde, Đức |  |
| 12:15                                     | O'Neill 1' · Lawson 20' · Clarke 21', 25' · Love 30' · Camara 32' | Report(ru) | 14' Petru · 25' Ravoiu |                 |  |

| 14 tháng 9 năm 2017 2017 EBSL, Promotion Final | Anh                       | 2–4 (s.h.p.) | Thổ Nhĩ Kỳ                                | Terracina, Ý                      |  |
| 08:30                                          | Clarke 24' · O'Rourke 30' | Report(ru)   | 5', 39' Yasin · 34' Seyit · 39' Terzioglu | Trọng tài: Giuseppe Sicurella (Ý) |  |

| 15 tháng 9 năm 2017 2017 EBSL, Promotion Final | Anh                                           | 4–2        | Moldova                     | Terracina, Ý                           |  |
| 08:30                                          | Younie 12' · Humm 13' · Love 19' · Clarke 35' | Report(ru) | 33' Iordachi · 34' Capsamun | Trọng tài: Eduards Borisevičs (Latvia) |  |

| 16 tháng 9 năm 2017 2017 EBSL, Promotion Final | Hungary                                                                 | 6–4        | Anh                                    | Terracina, Ý                     |  |
| 11:00                                          | Menyhei 6' · Berkes 9' · Besenyei 13', 13' · Balazs 16' (p) · Turos 31' | Report(ru) | 13', 20' (p), 27' Clarke · 26' O'Neill | Trọng tài: Saverio Bottalico (Ý) |  |

| 17 tháng 9 năm 2017 2017 EBSL, Promotion Final playoff | Bulgaria                                  | 3–5        | Anh                                                  | Terracina, Ý                                          |  |
| 09:45                                                  | Filipov 18' · Lozanov 18' · Djambazov 24' | Report(ru) | 5' Clarke · 9' Love · 17' O'Rourke · 18', 33' Younie | Trọng tài: Raúl Martín González Francés (Tây Ban Nha) |  |

| 16 tháng 5 năm 2018 Giao hữu | Pháp               | 2–1    | Anh    | Saint-Médard-en-Jalles, Pháp |  |
|                              | Soares · Angeletti | Report | Clarke |                              |  |

| 17 tháng 5 năm 2018 Giao hữu | Pháp                          | 3–2    | Anh    | Saint-Médard-en-Jalles, Pháp |  |
|                              | Soares · François · Angeletti | Report | Clarke |                              |  |

| 7 tháng 7 năm 2018 Giao hữu | Nhật Bản      | 2–1      | Anh    | Akashi, Nhật Bản |  |
|                             | Suzuki · Goto | Chi tiết | Clarke |                  |  |

| 8 tháng 7 năm 2018 Giao hữu | Nhật Bản            | 4–3      | Anh             | Akashi, Nhật Bản |  |
|                             | Ozu · Okuyama · Oba | Chi tiết | Clarke · Lawson |                  |  |

| 28 tháng 7 năm 2018 Giao hữu | Anh | – | Đức | London, Anh |  |
|                              |     |   |     |             |  |

| 29 tháng 7 năm 2018 Giao hữu | Anh | – | Đức | London, Anh |  |
|                              |     |   |     |             |  |

| tháng 8 năm 2018 2018 EBSL, Division B | Đan Mạch | – | Anh | Warnemunde, Đức |  |
|                                        |          |   |     |                 |  |

| tháng 8 năm 2018 2018 EBSL, Division B | Anh | – | Gruzia | Warnemunde, Đức |  |
|                                        |     |   |        |                 |  |

| tháng 8 năm 2018 2018 EBSL, Division B | Anh | – | Hungary | Warnemunde, Đức |  |
|                                        |     |   |         |                 |  |

## Lịch sử thi đấu
Anh từng tham dự mùa giải đầu tiên của Giải vô địch bóng đá bãi biển thế giới năm 1995, về thứ ba chung cuộc, nhưng không tham gia bất cứ giải đấu nào từ 1995 đến 2001. Năm 2001, Anh bắt đầu thi đấu ở EBSL cũng là nhân đôi khi đó là giải đấu vòng loại cho Giải vô địch thế giới năm sau đó đến 2008 nhưng Anh không có màn trình diễn tốt để vào được vòng chung kết. Năm 2008, một giải đấu vòng loại riêng được giới thiệu, nhưng Anh vẫn chưa thể góp mặt trong các vòng chung kết Giải vô địch thế giới.
| Năm                                    | Kết quả                  | St                       | T                        | T+                       | B                        | BT                       | BB                       | HS                       |                          |
| -------------------------------------- | ------------------------ | ------------------------ | ------------------------ | ------------------------ | ------------------------ | ------------------------ | ------------------------ | ------------------------ | ------------------------ |
| Giải vô địch bóng đá bãi biển thế giới |                          |                          |                          |                          |                          |                          |                          |                          |                          |
| Brasil 1995                            | Hạng ba                  | 5                        | 2                        | 0                        | 3                        | 20                       | 26                       | −6                       |                          |
| Brasil 1996                            | Không tham dự            | Không tham dự            | Không tham dự            | Không tham dự            | Không tham dự            | Không tham dự            | Không tham dự            | Không tham dự            | Không tham dự            |
| Brasil 1997                            | Không tham dự            | Không tham dự            | Không tham dự            | Không tham dự            | Không tham dự            | Không tham dự            | Không tham dự            | Không tham dự            | Không tham dự            |
| Brasil 1998                            | Không tham dự            | Không tham dự            | Không tham dự            | Không tham dự            | Không tham dự            | Không tham dự            | Không tham dự            | Không tham dự            | Không tham dự            |
| Brasil 1999                            | Không tham dự            | Không tham dự            | Không tham dự            | Không tham dự            | Không tham dự            | Không tham dự            | Không tham dự            | Không tham dự            | Không tham dự            |
| Brasil 2000                            | Không tham dự            | Không tham dự            | Không tham dự            | Không tham dự            | Không tham dự            | Không tham dự            | Không tham dự            | Không tham dự            | Không tham dự            |
| Brasil 2001                            | Không tham dự            | Không tham dự            | Không tham dự            | Không tham dự            | Không tham dự            | Không tham dự            | Không tham dự            | Không tham dự            | Không tham dự            |
| Brasil 2002                            | Không vượt qua vòng loại | Không vượt qua vòng loại | Không vượt qua vòng loại | Không vượt qua vòng loại | Không vượt qua vòng loại | Không vượt qua vòng loại | Không vượt qua vòng loại | Không vượt qua vòng loại | Không vượt qua vòng loại |
| Brasil 2003                            | Không vượt qua vòng loại | Không vượt qua vòng loại | Không vượt qua vòng loại | Không vượt qua vòng loại | Không vượt qua vòng loại | Không vượt qua vòng loại | Không vượt qua vòng loại | Không vượt qua vòng loại | Không vượt qua vòng loại |
| Brasil 2004                            | Không vượt qua vòng loại | Không vượt qua vòng loại | Không vượt qua vòng loại | Không vượt qua vòng loại | Không vượt qua vòng loại | Không vượt qua vòng loại | Không vượt qua vòng loại | Không vượt qua vòng loại | Không vượt qua vòng loại |
| Giải vô địch bóng đá bãi biển thế giới |                          |                          |                          |                          |                          |                          |                          |                          |                          |
| Brasil 2005                            | Không vượt qua vòng loại | Không vượt qua vòng loại | Không vượt qua vòng loại | Không vượt qua vòng loại | Không vượt qua vòng loại | Không vượt qua vòng loại | Không vượt qua vòng loại | Không vượt qua vòng loại | Không vượt qua vòng loại |
| Brasil 2006                            | Không vượt qua vòng loại | Không vượt qua vòng loại | Không vượt qua vòng loại | Không vượt qua vòng loại | Không vượt qua vòng loại | Không vượt qua vòng loại | Không vượt qua vòng loại | Không vượt qua vòng loại | Không vượt qua vòng loại |
| Brasil 2007                            | Không vượt qua vòng loại | Không vượt qua vòng loại | Không vượt qua vòng loại | Không vượt qua vòng loại | Không vượt qua vòng loại | Không vượt qua vòng loại | Không vượt qua vòng loại | Không vượt qua vòng loại | Không vượt qua vòng loại |
| France 2008                            | Không vượt qua vòng loại | Không vượt qua vòng loại | Không vượt qua vòng loại | Không vượt qua vòng loại | Không vượt qua vòng loại | Không vượt qua vòng loại | Không vượt qua vòng loại | Không vượt qua vòng loại | Không vượt qua vòng loại |
| UAE 2009                               | Không vượt qua vòng loại | Không vượt qua vòng loại | Không vượt qua vòng loại | Không vượt qua vòng loại | Không vượt qua vòng loại | Không vượt qua vòng loại | Không vượt qua vòng loại | Không vượt qua vòng loại | Không vượt qua vòng loại |
| Italy 2011                             | Không vượt qua vòng loại | Không vượt qua vòng loại | Không vượt qua vòng loại | Không vượt qua vòng loại | Không vượt qua vòng loại | Không vượt qua vòng loại | Không vượt qua vòng loại | Không vượt qua vòng loại | Không vượt qua vòng loại |
| Tahiti 2013                            | Không vượt qua vòng loại | Không vượt qua vòng loại | Không vượt qua vòng loại | Không vượt qua vòng loại | Không vượt qua vòng loại | Không vượt qua vòng loại | Không vượt qua vòng loại | Không vượt qua vòng loại | Không vượt qua vòng loại |
| Portugal 2015                          | Không vượt qua vòng loại | Không vượt qua vòng loại | Không vượt qua vòng loại | Không vượt qua vòng loại | Không vượt qua vòng loại | Không vượt qua vòng loại | Không vượt qua vòng loại | Không vượt qua vòng loại | Không vượt qua vòng loại |
| Bahamas 2017                           | Không vượt qua vòng loại | Không vượt qua vòng loại | Không vượt qua vòng loại | Không vượt qua vòng loại | Không vượt qua vòng loại | Không vượt qua vòng loại | Không vượt qua vòng loại | Không vượt qua vòng loại | Không vượt qua vòng loại |
| Tổng cộng                              | 1/14                     | 5                        | 2                        | 0                        | 3                        | 20                       | 26                       | −6                       |                          |

| Thành tích Vòng loại giải vô địch bóng đá bãi biển thế giới | Thành tích Vòng loại giải vô địch bóng đá bãi biển thế giới | Thành tích Vòng loại giải vô địch bóng đá bãi biển thế giới | Thành tích Vòng loại giải vô địch bóng đá bãi biển thế giới | Thành tích Vòng loại giải vô địch bóng đá bãi biển thế giới | Thành tích Vòng loại giải vô địch bóng đá bãi biển thế giới | Thành tích Vòng loại giải vô địch bóng đá bãi biển thế giới | Thành tích Vòng loại giải vô địch bóng đá bãi biển thế giới | Thành tích Vòng loại giải vô địch bóng đá bãi biển thế giới | Thành tích Vòng loại giải vô địch bóng đá bãi biển thế giới | Thành tích Vòng loại giải vô địch bóng đá bãi biển thế giới |
| Năm                                                         | Vòng                                                        | St                                                          | W                                                           | WE                                                          | WP                                                          | B                                                           | BT                                                          | BB                                                          | HS                                                          | Đ                                                           |
| ----------------------------------------------------------- | ----------------------------------------------------------- | ----------------------------------------------------------- | ----------------------------------------------------------- | ----------------------------------------------------------- | ----------------------------------------------------------- | ----------------------------------------------------------- | ----------------------------------------------------------- | ----------------------------------------------------------- | ----------------------------------------------------------- | ----------------------------------------------------------- |
| 2008                                                        | -                                                           | 3                                                           | 1                                                           | 1                                                           | 0                                                           | 1                                                           | 8                                                           | 15                                                          | -7                                                          | 5                                                           |
| 2009                                                        | -                                                           | 3                                                           | 1                                                           | 0                                                           | 0                                                           | 2                                                           | 8                                                           | 12                                                          | -4                                                          | 3                                                           |
| 2011                                                        | -                                                           | 3                                                           | 1                                                           | 0                                                           | 0                                                           | 2                                                           | 6                                                           | 11                                                          | -5                                                          | 3                                                           |
| 2013                                                        | -                                                           | 3                                                           | 0                                                           | 0                                                           | 0                                                           | 3                                                           | 4                                                           | 18                                                          | -14                                                         | 0                                                           |
| 2015                                                        | -                                                           | 8                                                           | 2                                                           | 1                                                           | 0                                                           | 5                                                           | 26                                                          | 35                                                          | -9                                                          | 8                                                           |
| 2017                                                        | -                                                           | 3                                                           | 1                                                           | 0                                                           | 0                                                           | 2                                                           | 7                                                           | 15                                                          | -8                                                          | 3                                                           |
| Tổng cộng                                                   | 6/6                                                         | 22                                                          | 5                                                           | 2                                                           | 0                                                           | 15                                                          | 58                                                          | 106                                                         | -48                                                         | 19                                                          |

### Giải vô địch bóng đá bãi biển châu Âu
Từ khóa:
| Indicator      | Mô tả |
| -------------- | --- |
| Có             | Vào Superfinal (xem thêm ở ) |
| Yes            | Vào Promotion Final (xem thêm ở ) |
| Yes            | Mặc dù là đội Division A, họ không thể vào Superfinal. Thay vào đó, khi đứng cuối ở giải cao nhất, đội vào Promotion Final cố gắng bảo vệ vị trí ở Division A và tránh bị xuống hạng (2009 trở đi) |
| Thứ 1          | Nếu đội đang thi đấu ở Superfinal, điều đó có nghĩa là đội đó giành chiến thắng và thành nhà vô địch Nếu đội đang thi đấu ở Promotion Final, điều đó có nghĩa là đội giành chiến thắng và được lên hạng. |
| dagger         | 2001–2008: Các đội vào Superfinal từ các hạng đấu để tranh chức vô địch (A, B and C) 2009–nay: Chỉ có các đội ở Division A có thể tham gia Superfinal để tranh chức vô địch 2009–nay: Chỉ có các đội ở Division B có thể tham gia Promotion Final và thi đấu thăng hạng Division A (và vị thứ cuối của Division A) |
| ‡              | Một hạng đấu độc lập gồm tất cả các đội của EBSL tồn tại năm đó |
| Ký hiệu đề mục | Superfinal chưa được diễn ra đến 2001 |

Results:
| Năm       | Mùa giải chính | Mùa giải chính | Mùa giải chính |                 | Superfinal / Promotion Final | Superfinal / Promotion Final | Superfinal / Promotion Final |               | Thống kê      | Thống kê      | Thống kê      | Thống kê      | Thống kê      | Thống kê      | Thống kê      | Thống kê      |               |
| Năm       | Hạng đấu       | Số đội         | Kết quả        | Vào vòng trong? | Số đội                       | Kết quả                      | St                           | T             | T+            | B             | BT            | BB            | HS            | Đ             |               |               |               |
| --------- | -------------- | -------------- | -------------- | --------------- | ---------------------------- | ---------------------------- | ---------------------------- | ------------- | ------------- | ------------- | ------------- | ------------- | ------------- | ------------- | ------------- | ------------- | ------------- |
| 1998      | Không tham dự  | Không tham dự  | Không tham dự  | Không tham dự   | Không tham dự                | Không tham dự                | Không tham dự                | Không tham dự | Không tham dự | Không tham dự | Không tham dự | Không tham dự | Không tham dự | Không tham dự | Không tham dự | Không tham dự | Không tham dự |
| 1999      | Không tham dự  | Không tham dự  | Không tham dự  | Không tham dự   | Không tham dự                | Không tham dự                | Không tham dự                | Không tham dự | Không tham dự | Không tham dự | Không tham dự | Không tham dự | Không tham dự | Không tham dự | Không tham dự | Không tham dự | Không tham dự |
| 2000      | Không tham dự  | Không tham dự  | Không tham dự  | Không tham dự   | Không tham dự                | Không tham dự                | Không tham dự                | Không tham dự | Không tham dự | Không tham dự | Không tham dự | Không tham dự | Không tham dự | Không tham dự | Không tham dự | Không tham dự | Không tham dự |
| 2001      | ‡              | 8              | Hạng 6         |                 | No                           | —                            | —                            |               | 9             | 1             | 1             | 7             | 37            | 88            | −51           | 5             |               |
| 2002      | B              | 6              | Hạng 5         | No              | —                            | —                            | 12                           | 4             | 0             | 8             | 47            | 81            | −34           | 12            |               |               |               |
| 2003      | A              | 5              | Hạng 5         | No              | —                            | —                            | 12                           | 0             | 0             | 12            | 40            | 87            | −47           | 0             |               |               |               |
| 2004      | A              | 6              | Hạng 6         | No              | —                            | —                            | 9                            | 0             | 0             | 9             | 26            | 62            | −36           | 0             |               |               |               |
| 2005      | B              | 8              | Hạng 6         | No              | —                            | —                            | 3                            | 1             | 1             | 1             | 11            | 21            | −10           | 5             |               |               |               |
| 2006      | B              | 9              | Hạng 7         | No              | —                            | —                            | 6                            | 0             | 2             | 4             | 16            | 24            | −8            | 4             |               |               |               |
| 2007      | ‡              | 12             | Hạng 7         | No              | —                            | —                            | 2                            | 1             | 0             | 1             | 8             | 7             | +1            | 3             |               |               |               |
| 2008      | ‡              | 17             | 1Hạng 6        | No              | —                            | —                            | 3                            | 0             | 0             | 3             | 6             | 13            | –7            | 0             |               |               |               |
| 2009      | B              | 10             | Hạng 7         | No              | —                            | —                            | 2                            | 1             | 0             | 1             | 7             | 7             | 0             | 3             |               |               |               |
| 2010      | B              | 11             | Hạng 6         | No1             | 6                            | Hạng 6                       | 5                            | 1             | 0             | 4             | 9             | 17            | –8            | 3             |               |               |               |
| 2011      | B              | 12             | Hạng 10        | No              | —                            | —                            | 2                            | 0             | 0             | 2             | 5             | 12            | –7            | 0             |               |               |               |
| 2012      | B              | 12             | hạng 9         | No              | —                            | —                            | 3                            | 1             | 0             | 2             | 9             | 15            | –6            | 3             |               |               |               |
| 2013      | B              | 12             | Á quân         | Yes             | 8                            | Hạng tám                     | 7                            | 3             | 0             | 4             | 23            | 19            | +4            | 9             |               |               |               |
| 2014      | B              | 12             | Hạng 7         | Yes             | 8                            | Hạng 6                       | 7                            | 2             | 1             | 3             | 33            | 32            | +1            | 8             |               |               |               |
| 2015      | B              | 8              | Hạng 6         | Yes             | 8                            | Hạng tư                      | 7                            | 2             | 1             | 4             | 24            | 25            | –1            | 8             |               |               |               |
| 2016      | B              | 14             | Hạng tư        | Yes             | 8                            | Hạng ba                      | 6                            | 3             | 1             | 2             | 20            | 11            | +9            | 11            |               |               |               |
| 2017      | B              | 15             | Á quân         | Yes             | 8                            |                              |                              |               |               |               |               |               |               |               |               |               |               |
| Tổng cộng | n/a            | 17/20          |                |                 |                              |                              |                              |               | 95            | 20            | 7             | 68            | 321           | 521           | −200          | 74            |               |

1. Anh không vào vòng trong trong mùa giải chính thức nhưng lại tham gia Promotion Final vì thay thế vị trí của Cộng hòa Séc với tư cách đội tốt nhất tiếp theo sau khi Séc bỏ cuộc 
| Năm       | Vòng                           | Kết quả                        | St                             | T                              | T+                             | B                              | BT                             | BB                             | HS                             |
| --------- | ------------------------------ | ------------------------------ | ------------------------------ | ------------------------------ | ------------------------------ | ------------------------------ | ------------------------------ | ------------------------------ | ------------------------------ |
| 1998      | Không tham dự                  | Không tham dự                  | Không tham dự                  | Không tham dự                  | Không tham dự                  | Không tham dự                  | Không tham dự                  | Không tham dự                  | Không tham dự                  |
| 1999      | Không tham dự                  | Không tham dự                  | Không tham dự                  | Không tham dự                  | Không tham dự                  | Không tham dự                  | Không tham dự                  | Không tham dự                  | Không tham dự                  |
| 2001      | Không tham dự                  | Không tham dự                  | Không tham dự                  | Không tham dự                  | Không tham dự                  | Không tham dự                  | Không tham dự                  | Không tham dự                  | Không tham dự                  |
| 2002      | Vòng bảng                      | Hạng năm /8                    | 3                              | 2                              | 0                              | 1                              | 18                             | 10                             | +8                             |
| 2003      | Không vượt qua vòng loại       | Không vượt qua vòng loại       | Không vượt qua vòng loại       | Không vượt qua vòng loại       | Không vượt qua vòng loại       | Không vượt qua vòng loại       | Không vượt qua vòng loại       | Không vượt qua vòng loại       | Không vượt qua vòng loại       |
| 2004      | Vòng bảng                      | Hạng năm /8                    | 3                              | 2                              | 0                              | 1                              | 8                              | 11                             | –3                             |
| 2005      | Không vượt qua vòng loại       | Không vượt qua vòng loại       | Không vượt qua vòng loại       | Không vượt qua vòng loại       | Không vượt qua vòng loại       | Không vượt qua vòng loại       | Không vượt qua vòng loại       | Không vượt qua vòng loại       | Không vượt qua vòng loại       |
| 2006      | Không vượt qua vòng loại       | Không vượt qua vòng loại       | Không vượt qua vòng loại       | Không vượt qua vòng loại       | Không vượt qua vòng loại       | Không vượt qua vòng loại       | Không vượt qua vòng loại       | Không vượt qua vòng loại       | Không vượt qua vòng loại       |
| 2007      | Không vượt qua vòng loại       | Không vượt qua vòng loại       | Không vượt qua vòng loại       | Không vượt qua vòng loại       | Không vượt qua vòng loại       | Không vượt qua vòng loại       | Không vượt qua vòng loại       | Không vượt qua vòng loại       | Không vượt qua vòng loại       |
| 2008      | Vòng bảng                      | Hạng sáu /6                    | 3                              | 0                              | 0                              | 3                              | 5                              | 16                             | –11                            |
| 2009      | Không vượt qua vòng loại/enter | Không vượt qua vòng loại/enter | Không vượt qua vòng loại/enter | Không vượt qua vòng loại/enter | Không vượt qua vòng loại/enter | Không vượt qua vòng loại/enter | Không vượt qua vòng loại/enter | Không vượt qua vòng loại/enter | Không vượt qua vòng loại/enter |
| 2010      | Không vượt qua vòng loại/enter | Không vượt qua vòng loại/enter | Không vượt qua vòng loại/enter | Không vượt qua vòng loại/enter | Không vượt qua vòng loại/enter | Không vượt qua vòng loại/enter | Không vượt qua vòng loại/enter | Không vượt qua vòng loại/enter | Không vượt qua vòng loại/enter |
| 2012      | Không vượt qua vòng loại/enter | Không vượt qua vòng loại/enter | Không vượt qua vòng loại/enter | Không vượt qua vòng loại/enter | Không vượt qua vòng loại/enter | Không vượt qua vòng loại/enter | Không vượt qua vòng loại/enter | Không vượt qua vòng loại/enter | Không vượt qua vòng loại/enter |
| 2014      | Không vượt qua vòng loại/enter | Không vượt qua vòng loại/enter | Không vượt qua vòng loại/enter | Không vượt qua vòng loại/enter | Không vượt qua vòng loại/enter | Không vượt qua vòng loại/enter | Không vượt qua vòng loại/enter | Không vượt qua vòng loại/enter | Không vượt qua vòng loại/enter |
| 2016      | Không vượt qua vòng loại/enter | Không vượt qua vòng loại/enter | Không vượt qua vòng loại/enter | Không vượt qua vòng loại/enter | Không vượt qua vòng loại/enter | Không vượt qua vòng loại/enter | Không vượt qua vòng loại/enter | Không vượt qua vòng loại/enter | Không vượt qua vòng loại/enter |
| Tổng cộng | 3/15                           | 3/15                           | 9                              | 4                              | 0                              | 5                              | 31                             | 37                             | −6                             |

## Thành tích tốt nhất
- Giải vô địch bóng đá bãi biển thế giới
  - Hạng ba (1): 1995
- Giải vô địch bóng đá bãi biển châu Âu
  - Single Division era ('98–'01, '07–'08)
    - Hạng sáu (trên 8 đội), Mùa giải chính: 2001

  - Multi-Division era ('02–'06, 09'–nay)
    - Division A: Hạng năm, Mùa giải chính: 2003
    - Division B: Hạng ba, Promotion Final: 2016